# Evgenij Kabaev
Evgenij Gennad'evič Kabaev (in russo Евгений Геннадьевич Кабаев?; Leningrado, 28 febbraio 1988) è un calciatore russo, attaccante del Medialiga.

## Carriera
Vanta 6 presenze nelle competizioni calcistiche europee. Nel 2014 sigla 36 gol in 35 incontri del campionato estone (media di 1,02 reti a partita), ottenendo il titolo di miglior marcatore del torneo (più di 1/3 delle reti complessive del Kalev sono sue).

## Palmarès

### Individuale
- Capocannoniere della Meistriliiga: 2

2014 (36 gol), 2016 (25 gol)